# 西村進一
西村 進一（にしむら しんいち、1919年12月30日 - 2006年11月13日）は、京都府京都市出身のプロ野球選手。ポジションは内野手。旧姓は木村（きむら）。

## 来歴・人物
平安中学校では遊撃手として、1936年の第13回選抜中等学校野球大会から1938年の第24回全国中等学校優勝野球大会まで6季連続で甲子園に出場した。
中学卒業後に立命館大学へ進み、1939年に大学を中退して名古屋軍へ入団。実働は4年ながら1941年と1942年は内野手の準レギュラーとして活躍した。
1942年10月に召集され、戦地であるラバウルに渡った。1945年に誤って砲弾を逆に持ったため暴発し、右手首を失い選手生命を絶たれた。
1948年から指導者として母校である平安高校の監督に就任。義手にボールを乗せて、左手1本でノックするなどの熱血指導で有名だった。1951年には第33回高校野球選手権で優勝を果たした。1951年、西村に改名。
平安高校退任後は、扇町高校、岸和田高校の監督を経て、龍谷大学硬式野球部監督に就任。関西六大学野球連盟昇格や初のリーグ優勝へと導く。1971年には金沢市の社会人野球チーム・西川物産の監督に就任し、第42回都市対抗野球大会及び第44回都市対抗野球大会に出場。1975年、大阪産業大学監督に就任し、1982年まで務めた。
2006年11月13日に脳梗塞のため死去。

## 詳細情報

### 年度別打撃成績
| 年 度     | 球 団     | 試 合 | 打 席 | 打 数 | 得 点 | 安 打 | 二 塁 打 | 三 塁 打 | 本 塁 打 | 塁 打 | 打 点 | 盗 塁 | 盗 塁 死 | 犠 打 | 犠 飛 | 四 球 | 敬 遠 | 死 球 | 三 振 | 併 殺 打 | 打 率 | 出 塁 率 | 長 打 率 | O P S |
| --------- | --------- | ----- | ----- | ----- | ----- | ----- | -------- | -------- | -------- | ----- | ----- | ----- | -------- | ----- | ----- | ----- | ----- | ----- | ----- | -------- | ----- | -------- | -------- | ----- |
| 1939      | 名古屋    | 4     | 7     | 6     | 0     | 0     | 0        | 0        | 0        | 0     | 0     | 0     | --       | 0     | 0     | 1     | --    | 0     | 0     | 3        | .000  | .143     | .000     | .143  |
| 1940      | 名古屋    | 45    | 57    | 48    | 8     | 5     | 0        | 0        | 0        | 5     | 1     | 3     | --       | 2     | 0     | 7     | --    | 0     | 10    | 4        | .104  | .218     | .104     | .322  |
| 1941      | 名古屋    | 66    | 255   | 205   | 17    | 36    | 2        | 0        | 0        | 38    | 8     | 6     | --       | 10    | --    | 40    | --    | 0     | 24    | 1        | .176  | .310     | .185     | .496  |
| 1942      | 名古屋    | 71    | 297   | 246   | 18    | 41    | 4        | 0        | 1        | 48    | 16    | 8     | 7        | 16    | --    | 34    | --    | 1     | 29    | 3        | .167  | .270     | .195     | .466  |
| 通算：4年 | 通算：4年 | 186   | 616   | 505   | 43    | 82    | 6        | 0        | 1        | 91    | 25    | 17    | 7        | 28    | 0     | 82    | --    | 1     | 63    | 11       | .162  | .281     | .180     | .461  |

### 背番号
- 21 （1939年 - 1942年）